# Sankta Eulalia (Waterhouse)
Sankta Eulalia är en oljemålning av den brittiske prerafaelitiske konstnären John William Waterhouse. Den målades 1885 och ingår sedan 1894 i Tate Britains samlingar i London. 
Målningen skildrar Eulalia av Mérida som var en romersk flicka i spanska Emerita Augusta. Enligt legenden – nedtecknad av Aurelius Prudentius – led hon martyrdöden år 304 under kejsar Diocletianus förföljelse av kristna. Som tolvåring bekände hon sin kristna tro för den romerske ståthållaren och vägrade att offra åt de romerska gudarna. Romerska soldater torterade och avrättade då henne. Därefter kastades hon naken ut på en gata. Enligt legenden ska då snö ha fallit för att skyla hennes nakna sargade kropp och vita duvor uppenbarat sig ur hennes mun. Hon vördas som helgon inom Romersk-katolska kyrkan. 
Waterhouse har förhållit sig tämligen fritt till legenden. Eulalias kropp bär i målningen inga spår av tortyr och ett stort träkors har rests i bildens högerfält som antyder att hon korsfästs. Målningens komposition är ovanlig med låg blickpunkt och flickans kropp är avbildad i stark förkortning. Waterhouse ställde ut tavlan på Royal Academy of Arts 1885 där den blev väl mottagen vilket sedermera ledde till hans inval i akademin. 